# Tour dei British and Irish Lions 1966
Nel 1966 i British and Irish Lions intrapresero un lungo tour tra Australasia e Nordamerica, durante il quale disputarono sette incontri internazionali, sei dei quali (i due contro l'Australia e i quattro contro la Nuova Zelanda) avente valore di test match.
La serie contro gli Wallabies fu vinta per due incontri a zero, mentre invece contro gli All Blacks fu persa per quattro incontri a zero.
In Canada i Lions disputarono un incontro contro la Nazionale di quel Paese ma senza valenza di test match.
Complessivamente, in tre mesi e mezzo di tour tra maggio e settembre, i Lions disputarono 35 incontri con 22 vittorie, 3 pareggi e 10 sconfitte.

## Risultati dei test match
| Arbitro: | K. Crowe |

|         |      |                     |
| Miller  | mt   | Kennedy, McLoughlin |
| Ruebner | tr   | Rutherford          |
| Ruebner | c.p. | Rutherford          |

| Arbitro: | I. Vanderfield |

|  |      |                                |
|  | mt   | Bebb, Jones 2, Murphy, Watkins |
|  | tr   | Wilson 5                       |
|  | c.p. | Wilson                         |
|  | drop | Watkins                        |

| Arbitro: | J.P.G. Pring |

|                            |      |        |
| Lochore, McLeod, Williment | mt   |        |
| Williment                  | tr   |        |
| Williment 2                | c.p. | Wilson |
| Williment 2                | drop |        |

| Arbitro: | J.P. Murphy |

|                       |      |          |
| Meads, Steel, Tremain | mt   |          |
| Williment 2           | tr   |          |
| Williment 2           | c.p. | Wilson 3 |
|                       | drop | Watkins  |

| Arbitro: | J.P. Murphy |

|                 |      |                 |
| Nathan 2, Steel | mt   | Lamont, Watkins |
| Williment 2     | tr   |                 |
| Williment 2     | c.p. |                 |

| Arbitro: | J.P. Murphy |

|                             |      |                        |
| Dick, MacRae, Nathan, Steel | mt   | Hinshelwood, McFadyean |
| Williment 3                 | tr   | Wilson                 |
| Williment                   | c.p. | Wilson                 |
| Herewini                    | drop |                        |

## Risultati degli altri incontri

### Australia
| Perth 7 maggio 1966 | Australia Occidentale | 3 – 60 | British Lions XV |  |

| 11 maggio 1966 | Australia Meridionale | 11 – 38 | British Lions XV |  |

| Melbourne 14 maggio 1966 | Victoria | 14 – 24 | British Lions XV |  |

| 18 maggio 1966 | Combined Country XV | 3 – 6 | British Lions XV |  |

| Sydney 21 maggio 1966 | New Sotuh Wales | 6 – 6 | British Lions XV | Cricket Ground |

| Brisbane 31 maggio 1966 | Queensland | 3 – 26 | British Lions XV |  |

### Nuova Zelanda
| Invercargill 11 giugno 1966 | Southland | 14 – 8 | British Lions XV | Rugby Park |

| 15 giugno 1966 | S. Canterbury - N. Otago - Mid Canterbury | 12 – 20 | British Lions XV |  |

| 18 giugno 1966 | Otago | 17 – 9 | British Lions XV |  |

| 22 giugno 1966 | NZ Universitaria | 11 – 24 | British Lions XV |  |

| Wellington 25 giugno 1966 | Wellington | 20 – 6 | British Lions XV |  |

| 29 giugno 1966 | Nelson-Marlborough-Golden Bay-Motueka | 14 – 22 | British Lions XV |  |

| New Plymouth 2 luglio 1966 | Taranaki | 9 – 12 | British Lions XV | Rugby Park |

| 6 luglio 1966 | Bay of Plenty | 6 – 6 | British Lions XV |  |

| Whangarei 9 luglio 1966 | North Auckland | 3 – 6 | British Lions XV | Okara Park |

| 20 luglio 1966 | West Coast-Buller | 6 – 25 | British Lions XV |  |

| Christchurch 23 luglio 1966 | Canterbury | 6 – 8 | British Lions XV |  |

| 27 luglio 1966 | Manawatu-Horowhenua | 8 – 17 | British Lions XV |  |

| Auckland 30 luglio 1966 | Auckland | 6 – 12 | British Lions XV | Eden Park |

| 2 agosto 1966 | Waiparapa Bush | 6 – 9 | British Lions XV |  |

| 10 agosto 1966 | Wanganui-King Country | 12 – 6 | British Lions XV |  |

| Auckland 13 agosto 1966 | New Zealand Māori | 14 – 16 | British Lions XV | Eden Park |

| 17 agosto 1966 | East Coast-Poverty bay | 6 – 9 | British Lions XV |  |

| 20 agosto 1966 | Hawke's Bay | 11 – 11 | British Lions XV |  |

| 31 agosto 1966 | Junior All Blacks | 3 – 9 | British Lions XV |  |

| Hamilton 3 settembre 1966 | Waikato | 9 – 20 | British Lions XV |  |

| 6 settembre 1966 | Thames Valley - Counties | 9 – 13 | British Lions XV |  |

### Canada
| Victoria 14 settembre 1966 | Columbia Britannica | 8 – 3 | British Lions XV |  |

| Toronto 17 settembre 1966 | Canada | 8 – 19 | British Lions XV | Stanley Park (5.000 spett.) |